# Orderville
La ville américaine d’Orderville est située dans le comté de Kane, dans l’État de l’Utah. Lors du recensement de 2000, elle comptait 596 habitants. Sa population s’élevait à 577 habitants lors du recensement de 2010, estimée à 573 habitants en 2016.

## Source
- (en) Cet article est partiellement ou en totalité issu de l’article de Wikipédia en anglais intitulé « Orderville, Utah » (voir la liste des auteurs).